# Dimitri Lipoff
Dimitri Lipoff, né le 20 janvier 1984 à Lyon (France), est un entraîneur français de football. 
Il a été préparateur physique et adjoint de l'entraîneur Farid Benstiti, au Paris SG féminines, en Chine ainsi qu'avec la sélection nationale de Russie.

## Carrière

### Formation et reconversion
Ancien joueur amateur en France et en Belgique, Dimitri Lipoff décide de passer un certain nombre de diplômes pour pouvoir entraîner. Il est titulaire de la licence UEFA A (BEF) qu'il a obtenu en juin 2021.

### Entraîneur adjoint et préparateur physique
De 2009 à 2011, Dimitri Lipoff entame sa carrière en tant que préparateur physique des catégories U18 et U19 en réalisant la réathlétisation du groupe professionnel avec les féminines de l'Olympique lyonnais, dont l'entraîneur est Farid Benstiti.
Après ce passage à l'OL, il accompagne l'entraîneur franco-algérien pour une première expérience à l'étranger, en Russie, en tant que préparateur athlétique du WFC Rossiyanka à Moscou. L'équipe est championne de Russie 2012 et quart de finaliste de la Ligue des champions féminine 2012-2013. Durant cette même période, de 2011 et 2012, l'entraîneur Farid Benstiti est nommé à la tête de l'équipe de Russie féminine avec Dimitri Lipoff en tant qu'adjoint et préparateur athlétique. Sous leur houlette, la sélection parvient à se qualifier pour le Championnat d’Europe des Nations 2013 en Suède.
Après la démission de Farid Benstiti de son poste en Russie, Dimitri Lipoff suit son mentor au Paris Saint-Germain. De 2012 à 2016, l'équipe est finaliste de la Coupe de France 2013-2014, finaliste de la Ligue des champions 2014-2015 face au FFC Francfort, et quatre fois vice-champion de France, en 2013, 2014, 2015, 2016. Le club parisien termine également demi-finaliste de la Ligue des champions 2015-2016 face à l'Olympique lyonnais.
En 2016, Dimitri Lipoff s'envole pour la Chine en s'engageant au FC Dalian Quanjian. Toujours adjoint de Benstiti, il remporte avec Dalian deux titres consécutif de championnat, en 2017 et 2018. En parallèle, il s'occupe de la sélection de la province Liaoning (Féminines) en tant que sélectionneur adjoint.
Toujours en Chine, Lipoff rejoint en 2019, Jocelyn Précheur au Jiangsu Ladies Football Club qui évolue en première division. Avec ce dernier il remporte quatre titres en une saison : la Super Coupe de Chine, la Coupe nationale, la Coupe de la Ligue et le championnat et s'incline en finale du Championnat féminin des clubs de l'AFC 2019.

### Entraîneur principal
En fin d'année 2019, c'est cette fois seul que Dimitri Lipoff rejoint le Wuhan Jianghan University. L'équipe remporte pour la première fois de son histoire le  championnat national en 2020, quatre ans après avoir accédé à la première division chinoise. En 2021, Lipoff et ses joueuses réitèrent la performance en remportant une seconde fois consécutive la Chinese Women's Super League.
En 2021, tout en gardant la confidentialité des détails, Dimitri Lipoff est en contact avec une sélection africaine, faisant partie de ses objectifs prioritaires de carrière.
En juillet 2022, Dimitri Lipoff est choisi par la SSD Napoli Femminile pour tenter de faire remonter l'équipe en Serie A la saison qui suit. Il atteint son objectif puisqu'à l'issue de la saison 2022-23, le club parvient à retrouver l'élite en terminant premier de la Serie B devançant la Lazio d'une unité.
Après une saison avec le club napolitain, Lipoff est nommé par la FRMF sélectionneur de l'équipe du Maroc féminine des -23 ans le 14 août 2023 pour un contrat de deux ans. Il dispute son premier match à la tête de la sélection marocaine, le 22 septembre 2023 contre l'Islande en match amical au Complexe Mohammed VI. La rencontre se termine sur une défaite des Marocaines (3-2). Les deux équipes se rencontrent à nouveau trois jours après et le match se finit par un nul (0-0).
Par la suite, toujours avec le Maroc, la FRMF le nomme en tant qu'entraîneur principal de la sélection féminine des moins de 20 ans, succédant ainsi à Stéphane Nado. Sa première rencontre avec la sélection a lieu le 23 février 2024 dans le cadre de la Pinatar Cup face à la Tchéquie. Tournoi à l'issue duquel, le Maroc termine à la 3e place après sa victoire face à la Suède (2-1).
Toutefois, alors que la sélection se prépare à la Coupe du monde, la FRMF décide de se séparer de lui et annonce le 24 mai 2024 la rupture à l'amiable de son contrat.
En juillet 2024, il prend la direction de l'Égypte et est nommé entraîneur de l'équipe féminine d'Al Ahly SC. Club avec lequel il remporte la Coupe nationale en s'imposant en finale face au Wadi Degla vainqueur de l'épreuve 7 fois. Il termine également vice-champion d'Égypte avec 66 pts derrière le FC Masar (70 pts),.

## Palmarès

### En tant qu'entraîneur
Al Ahly SC (1)
- Championnat d'Égypte :
  - Vice-champion : 2024-25
- Coupe d'Égypte :
  - Vainqueur : 2025

 Wuhan Jianghan University (2)
- Super Ligue féminine chinoise :
  - Champion : 2020 et 2021

 SSD Napoli (1)
- Championnat d'Italie de deuxième division :
  - Champion : 2023

 Équipe du Maroc féminine -20 ans
- Pinatar Cup
  -  3e place : 2024